# 戊辰丸
戊辰丸（ぼしんまる）は徳島藩の蒸気船。
慶応4年8月にイギリスのグラバー商会を介して98600両で購入した木製螺旋汽船で、原名は「ヒリピノ Filipino」。1866年にグラスゴーで建造。2檣で、総トン数518.81トン、長さ195尺、幅26尺、深さ14尺、機関出力120馬力であった。または、明治元年1月に125,000ドルで購入。鉄製の船で、全長約70メートル、積載量450トンであり、購入4年前の建造であった。
明治2年2月3日、「戊辰丸」は徳島から東京へ向け出航。その後政府に徴用され、戊辰戦争で宮古湾海戦に参加する。
3月9日に「甲鉄」以下、「戊辰丸」を含め8隻が品川より出航し、3月18日から20日にかけて宮古湾に到着した。それに対して蝦夷共和国側は「甲鉄」奪取を計画。「回天」以下3隻が出撃したが、結局襲撃は「回天」単艦によるものとなった。「回天」は3月25日に宮古湾に入り「甲鉄」を襲撃し、交戦したが、結局奪取には失敗し撤退した。「甲鉄」近くに碇泊していた「戊辰丸」は「回天」の砲撃で損傷し、東京に戻ることとなった。この戦闘での「戊辰丸」の人的被害は行方不明者14名、負傷者3名であった。
明治2年9月28日、徴用解除となった「戊辰丸」は東京から徳島へ向かった。
「戊辰丸」は商船として藍玉輸送などに従事している。既述のものを含め、明治3年7月までに徳島・東京間で4往復半の航海を行い、東京行きでは5回の航海で藍玉約6268本、旅客31人などを、徳島行きでは3回の航海で正金12900両、金札7700両、旅客38人などを輸送した。
廃藩置県後は蜂須賀家の所有となり、明治5年10月に戊辰丸商法方政策御用掛商人であった井上三千太に3万両で払い下げられ、「鵬翔󠄁丸」と改名された。西南戦争時、「鵬翔󠄁丸」は徴発された。
明治14年11月21日、陸奥国三戸郡鮫村湾に碇泊していた「鵬翔󠄁丸」は悪天候のため難破した。